# Shanghai Y-10
Shanghai-Y10 (på kinesiska yunshi 运十, "transport [modell] 10"), Kinas första inhemskt byggda större flygplan var en kopia av Boeing 707 konstruerad i två exemplar under 1970-talet av Shanghai Aircraft Manufacture Factory. Kineserna köpte in ett antal B707:or och började kopiera, när Shanghai Y-10 var färdigt för provflygning 1980 så var allt efterliknat utom motorerna som de tog ifrån en Boeing 707 de köpt. Detta plan provflögs runtom hela Kina, men kom aldrig att massproduceras. Ett av de två planen står idag permanent uppställt på Shanghais flygplats.